# 狭野弟上娘子
狭野弟上 娘子（さののおとがみ の おとめ、生没年不詳）は、奈良時代の下級女官。狭野茅上 娘子（さののちがみの おとめ）とも表記される。

## 経歴
斎宮あるいは後宮の下級女官であったともいわれている。天平12年（740年）頃に中臣宅守と結婚するが、夫は越前国に配流された。一説には娘子の身分が問題視され罪に問われたとされる。
配流先の夫を想う和歌が『万葉集』に採録されている。

## 代表歌
- 君が行く　道のながてを　繰り畳ね　焼きほろぼさむ　天の火もがも（巻15‐3724）
- 天地（あめつち）の　底ひのうらに　吾が如く　君に恋ふらむ　人は実あらじ（巻15‐3750）
- 帰りける　人来たれりと　言ひしかば　ほとほと死にき　君かと思ひて（巻15‐3772）